# Gustav Jaumann
Gustav Jaumann (Caransebeş, 18 de abril de 1863 — 21 de julho de 1924) foi um físico austríaco.